# 液化
液化指物质由气态转变为液态的过程。

## 性质与现象
气体液化后体积會变成原来的几千分之一，同时放出大量的热，不同的气体具有不同温度和压强的液化临界点，因此加压的同时必须冷却以吸收热。有的气体如氨、二氧化碳临界点较高，在常温下加压就可以变成液体，而另外一些气体如氢、氮的临界点很低，在加压的同时必须进行深度冷却。单位质量的气体液化时放出的热量与该物质的汽化热相等。